# Santuario de Nuestra Señora de las Nieves (Bolaños de Calatrava)
El santuario de Nuestra Señora de las Nieves es un complejo de edificaciones en torno a la ermita donde se venera la imagen mariana de la Virgen de las Nieves (patrona de la ciudad de Almagro). Entre estas edificaciones encontramos una plaza de toros de forma irregular. El Santuario se enclava en la antigua dehesa de Torrovilla, actualmente conocido como Campo de las Nieves, y tiene su acceso por la carretera CM 4107 en el municipio español de Bolaños de Calatrava (Ciudad Real).

## Descripción

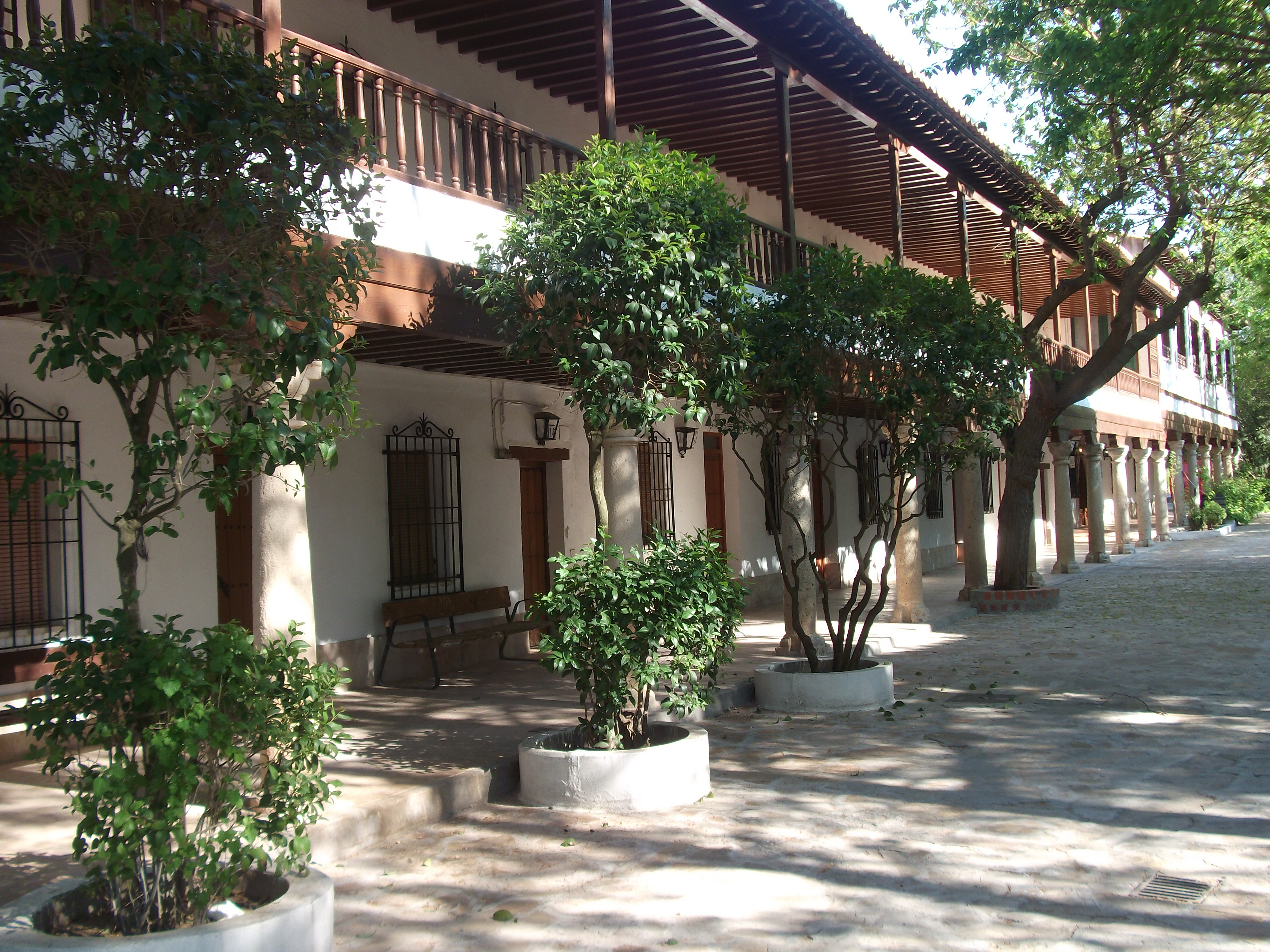
Galería porticada de las dependencias del Santuario de Nuestra Señora de las Nieves

El conjunto arquitectónico del santuario de la Virgen de las Nieves posee un alto valor histórico-artístico. Por documentos encontrados, se cree que la primera ermita data del siglo XII y posteriormente por voluntad del primer marqués de Santa Cruz, Álvaro de Bazán y Guzmán, su hijo la reconstruyó en 1637 y fue concluida en el año 1641, en memoria de la protección que la Virgen que se encontraba "junto a Almagro" había ejercido sobre él en la Batalla de Lepanto al salir ileso de ella. En el recinto podemos observar diferentes escudos de la familia del Marqués, así como en las pechinas de la cúpula. De gran belleza resulta el camarín de la Virgen decorado con cerámica talaverana.
En el siglo XVI pasaba por allí un camino real de bastante importancia, desde la Venta de Borondo hasta el Santuario, y comunicaba Portugal y Extremadura con las regiones levantinas. Se dice que el mesón-restaurante que allí se encuentra, es el más antiguo de España, según un documento del Archivo Histórico de Almagro, que da fe que en el siglo XVII ya se daban comidas en aquella hospedería.